# 동종 건강 전문가
동종 건강 전문가(Allied health professions)는 의료와 관련하여 다양한 진단, 기술, 치료 및 지원 서비스를 제공하는 의료 전문직이다. 이들 서비스는 의학, 간호, 치과, 검안, 약학 및 아래에 "제외 직업"으로 나열된 기타 의료 전문직으로 간주되지 않는 여러 다른 전문직과 제휴하고 이를 지원한다.

## 전문 분야
국가 및 지역 의료 시스템에 따라 다음 전문 분야의 제한된 하위 집합이 대표되고 규제될 수 있다.
- 예술 치료사
- 선수트레이너
- 청각학자
- 담당사제
- 치과위생사
- 영양사
- 응급구조사
- 운동생리학자
- 안마사
- 통역
- 조산사
- 음악 치료사
- 작업치료사
- 보철의
- 물리치료사
- 심리학자
- 인공투석 기술자[2]
- 소노그라퍼
- 언어병리학자

## 같이 보기
- 보건인적자원
- 간병인